# الساندرو رایمو
الساندرو رایمو (انگلیسی: Alessandro Raimo؛ زادهٔ ۸ مارس ۱۹۹۹) بازیکن فوتبال است.